# Bazilika Srca Isusova u Zagrebu
Bazilika Srca Isusova je bazilika u Palmotićevoj ulici u Zagrebu, posvećena Presvetom Srcu Isusovu. Njome upravljaju isusovci.
Crkva Srca Isusova sa samostanom reda Družbe Isusove zaštićeno je kulturno dobro Republike Hrvatske.

## Povijest
Gradnja crkve je povezana s planiranim ponovnim dolaskom isusovaca u Zagreb. Nadbiskup Juraj Haulik za tu je svrhu priložio 60 000 forinta 1860. godine, a dodatnih 12 000 kasnije je pridonio nadbiskup Juraj Posilović. Godine 1898., kupljeno je zemljište za novu crkvu i samostan na Palmotićevoj ulici.
Bazilika je dovršena u neobaroknu stilu i posvećena 1902. godine, a sama gradnja trajala je nešto više od godinu dana. Arhitekt je Janko Holjac. Ipak, povijesna vrela navode da su pripreme njezine gradnje trajale gotovo četiri desetljeća, a ukrašavanje bazilike još jedno desetljeće više.
Proglašena je bazilikom na svetkovinu sv. Ignacija, 31. srpnja 1941. za vrijeme provincijala o. Grimma. Središte je brojnih duhovnih događanja. Pored različitih oblika apostolata koji se odvijaju u rezidenciji (pr. SKAC), bazilika djeluje i kao župna crkva. Župa je osnovana 15. kolovoza 1977. godine.

## Bl. Ivan Merz
Svete mise u Bazilici redovito je pohodio blaženi Ivan Merz, a u Bazilici se danas nalazi i njegov grob. Stanovao je kod roditelja, u zgradi Starčevićevog doma u blizini Glavnog kolodvora i relativno blizu Bazilici. Tijekom šest godina u Zagrebu od 1922. do 1928. svakodnevno prisustvuje sv. misi i prima svetu pričest, najčešće u ovoj Bazilici.

## Potres 2020. godine
Dana 22. ožujka 2020. godine crkva je pretrpjela veliku štetu u potresu jačine 5,5 stupnja po Richteru.,kada se urušio velik dio svoda. Novo oštećenje je nastalo nakon potresa 29. prosinca 2020. kada je još jače oštećen strop bazilike.
Obnova bazilike započela je ubrzo nakon potresa, a jedan od ključnih koraka bio je povratak obnovljenih kupola na tornjeve. U rujnu 2024. godine obje su kupole, nakon cjelovite obnove, vraćene na svoje mjesto. Drugi radovi obnove su nastavljeni te traju i u 2025. godini.
Za vrijeme obnove, mise se održavaju u pastoralnom centru bazilike. Pastoralni se centar nalazi pored bazilike, a u njega se ulazi iz Draškovićeve ulice.

## Galerija
- Panoramski pogled na Baziliku Srca Isusova
- Radovi tijekom 2025. godine
- Pogled na baziliku i obnovljene kupole
- Pastoralni centar gdje tijekom obnove održavaju mise

## Vanjska poveznice
Mrežna mjesta
- Župa Presvetog Srca Isusova, službeno mrežno mjesto
- Bazilika Srca Isusova  Arhivirana inačica izvorne stranice od 28. prosinca 2021. (Wayback Machine) (arhivirano 2013.)